# Canton de Cordes-sur-Ciel
Le canton de Cordes-sur-Ciel est une ancienne division administrative française, située dans le département du Tarn en région Midi-Pyrénées.

## Géographie
Ce canton était organisé autour de Cordes-sur-Ciel dans l'arrondissement d'Albi. Son altitude variait de 133 m pour Saint-Martin-Laguépie à 523 m pour Tonnac, avec une moyenne de 274 m.

## Histoire
Le canton est supprimé par le décret du 17 février 2014 qui entre en vigueur lors des élections départementales de mars 2015. Il est englobé dans le canton de Carmaux-2 Vallée du Cérou.

## Représentation

### Conseillers généraux de 1833 à 2015
| Période | Période      | Identité                             | Étiquette               | Qualité                                                                                  |
| ------- | ------------ | ------------------------------------ | ----------------------- | ---------------------------------------------------------------------------------------- |
| 1833    | 1839         | Jean-Félix Mersié                    |                         | Maire de Cordes (1830-1833)                                                              |
| 1839    | 1856 (décès) | Pierre Germain Mazars d'Alayrac aîné |                         | Propriétaire, maire de Cordes                                                            |
| 1856    | 1870         | Louis de Faramond de Lafajole        | Légitimiste             | Ancien Sous-Préfet de Gaillac propriétaire à Labarthe-Bleys, conseiller d'arrondissement |
| 1870    | 1884 (décès) | Oscar Rivenc                         | Radical                 | Notaire Maire de Cordes (1871-1874 et 1876-1883)                                         |
| 1884    | 1892         | Bernard Monestiez                    | Républicain             | Notaire, propriétaire au Verdier Adjoint au Maire de Cordes                              |
| 1892    | 1918         | Jean-Louis Favarel                   | Rad.                    | Avocat et notaire Maire de Cordes (1912-1918)                                            |
| 1918    | 1919         | siège vacant                         |                         |                                                                                          |
| 1919    | 1934         | René Ichard                          | Rad.                    | Industriel Maire de Cordes (1919-1928)                                                   |
| 1934    | 1940         | Ulysse Valat                         | Rad.                    | Vétérinaire Maire de Cordes (1928-1932)                                                  |
|         |              |                                      |                         |                                                                                          |
| 1945    | 1954 (décès) | Ulysse Valat                         | Rad.                    | Vétérinaire Maire de Cordes (1928-1932 et 1944-1954)                                     |
| 1954    | 1973         | Cécilien Laperruque                  | SFIO puis Rad. puis MRG | Professeur de chevaux de course Maire de Tonnac                                          |
| 1973    | 1998         | Roger Pégourié                       | DVG puis UDF-Rad.       | Quincaillier Maire des Cabannes (1971-1998)                                              |
| 1998    | 2004         | Joël Ichanson                        | PS                      | Entrepreneur à Graulhet                                                                  |
| 2004    | 2015         | Henri Narbonne                       | DVD                     | Cadre bancaire retraité Maire de Lacapelle-Ségalar (2001-2014)                           |

### Conseillers d'arrondissement (de 1833 à 1940)
Le canton de Cordes appartenait à l'arrondissement de Gaillac jusqu'à sa disparition en 1926.
| Période                                  | Période          | Identité                      | Étiquette           | Qualité |
| ---------------------------------------- | ---------------- | ----------------------------- | ------------------- | --- |
| 1833                                     | 1848             | Auguste Poumarède             |                     | Juge de paix, propriétaire à Vindrac                                                                        |
| 1848                                     | 1852             | Jean Lucien Céré              |                     | Médecin à Cordes                                                                                            |
| 1852                                     | 1856             | Louis de Faramond de Lafajole | Légitimiste         | Ancien Sous-Préfet de Gaillac, propriétaire à Labarthe-Bleys                                                |
|                                          |                  |                               |                     | |
|                                          | 1883 (démission) | Ludovic Dupuy-Dutemps         |                     | Avoué, maire de Gaillac                                                                                     |
|                                          |                  |                               |                     | |
| 1886                                     | 1892             | M. Thomas                     | Républicain         | Propriétaire à Noailles                                                                                     |
| 1892                                     | 1901             | Justin Marty                  | Républicain radical | Maire de Saint-Martin-Laguépie (1881-1898)                                                                  |
| 1901                                     |                  | Élie Burgaud                  | Radical             | Ancien maire de Livers-Cazelles (1892-1897)                                                                 |
| 1908                                     |                  | M. Cavaillès                  | Libéral             | |
|                                          |                  |                               |                     | |
| 1925                                     |                  | M. Granier                    | Radical             | |
|                                          | 1940             | Georges Astoul                | Radical             | |
| 1940                                     |                  |                               |                     | Les conseils d'arrondissement ont été suspendus par la loi du 12 octobre 1940 et n'ont jamais été réactivés |
| Les données manquantes sont à compléter. |                  |                               |                     | |

## Composition
Le canton de Cordes-sur-Ciel comprenait dix-sept communes et comptait 3 818 habitants, selon la population municipale au 1er janvier 2012.
| Communes              | Population (2012) | Code postal | Code Insee |
| --------------------- | ----------------- | ----------- | ---------- |
| Amarens               | 69                | 81170       | 81009      |
| Bournazel             | 181               | 81170       | 81035      |
| Les Cabannes          | 364               | 81170       | 81045      |
| Cordes-sur-Ciel       | 964               | 81170       | 81069      |
| Donnazac              | 80                | 81170       | 81080      |
| Frausseilles          | 92                | 81170       | 81095      |
| Labarthe-Bleys        | 81                | 81170       | 81111      |
| Lacapelle-Ségalar     | 94                | 81170       | 81123      |
| Livers-Cazelles       | 223               | 81170       | 81146      |
| Loubers               | 89                | 81170       | 81148      |
| Mouzieys-Panens       | 246               | 81170       | 81191      |
| Noailles              | 213               | 81170       | 81197      |
| Saint-Marcel-Campes   | 221               | 81170       | 81262      |
| Saint-Martin-Laguépie | 420               | 81170       | 81263      |
| Souel                 | 189               | 81170       | 81290      |
| Tonnac                | 125               | 81170       | 81300      |
| Vindrac-Alayrac       | 167               | 81170       | 81320      |

## Démographie
| 1962  | 1968  | 1975  | 1982  | 1990  | 1999  | 2006  | 2012  |
| ----- | ----- | ----- | ----- | ----- | ----- | ----- | ----- |
| 3 902 | 4 141 | 3 761 | 3 636 | 3 518 | 3 640 | 3 802 | 3 818 |